# Werner Hoeveler
Werner Hoeveler (* 1925; † 2010) war ein deutscher Tischtennisspieler. Bei der Deutschen Meisterschaft 1956 gewann er Bronze im Doppel.

## Werdegang
Ende der 1940er Jahre spielte Werner Hoeveler mit der Herrenmannschaft des Vereins TTA Odenkirchen 05/07 in der Niederrheinliga. Später wechselte er zum Rheydter SV in die Oberliga. Mit Hans-Werner Schippers, seinem standardmäßigen Doppelpartner, wurde er 1955 und 1957 westdeutscher Meister. Bei der Deutschen Meisterschaft 1956 gewann diese Paarung Bronze im Doppel.
Bemerkenswert an seinen Leistungen war, dass er stets mit verletzter Lunge aktiv war. Ein Granatsplitter aus dem Zweiten Weltkrieg wurde erst in den 1970er Jahren entfernt.

## Privat
Werner Hoeveler lernte den Beruf des Kaufmanns. 1960 übernahm er den Druckerei-Betrieb seines verstorbenen Vaters. 2010 starb er und hinterließ einen Sohn und eine Tochter.